# Шлосспарк Бенрат (биотоп)
Шлосспарк Бенрат (по-русски «Дворцовый парк Бенрат» (нем. Schlosspark Benrath) — природоохранная территория на большей части парка Бенрат в Дюссельдорфе (Северный Рейн-Вестфалия, Германия). Территории присвоен дюссельдорфский код D-008. Одновременно это крупный природоохранный биотоп BK-4807-914. Во Всемирной базе данных охраняемых природных территорий ей присвоен номер 319076.

## Положение и территория
Природоохранная территория находится в южной части города Дюссельдорфа, в его административном районе Бенрат рядом с дворцом Бенрат. Но её территория не соответствует историческим границам парка Бенрат, который имеет природные границы в виде обводных каналов. Основная часть заповедной территории расположена к западу от Зеркального пруда (Spiegelweiher), сюда не входит аллея с обрезанными липами рядом с дворцом, но имеются две охраняемые территории за пределами обводных каналов: зелёная зона на углу улиц Пигаже-аллея и Мелиз-аллея рядом с Головным прудом (Kopfweiher) и луг между южным обводным каналом и строениями Урденбаха.
Природоохранная территория занимает площадь 44,26 га из 63 га общей площади парка Бенрат.

## Цели охраны
Охрана и поддержание парка со старыми деревьями и частично с реликтами пойменного леса как среды обитания растений и животных, находящихся посреди населённого пункта.

## Структура биотопа
Площади на охраняемой территории большого биотопа по типу использования распределяются следующим образом:
- буковый лес (24,91 га)
- дубовый лес(8,59 га)

- открытые пространства (5,15 га)
- пруды (0,86 га)
- канавы (0,86 га)

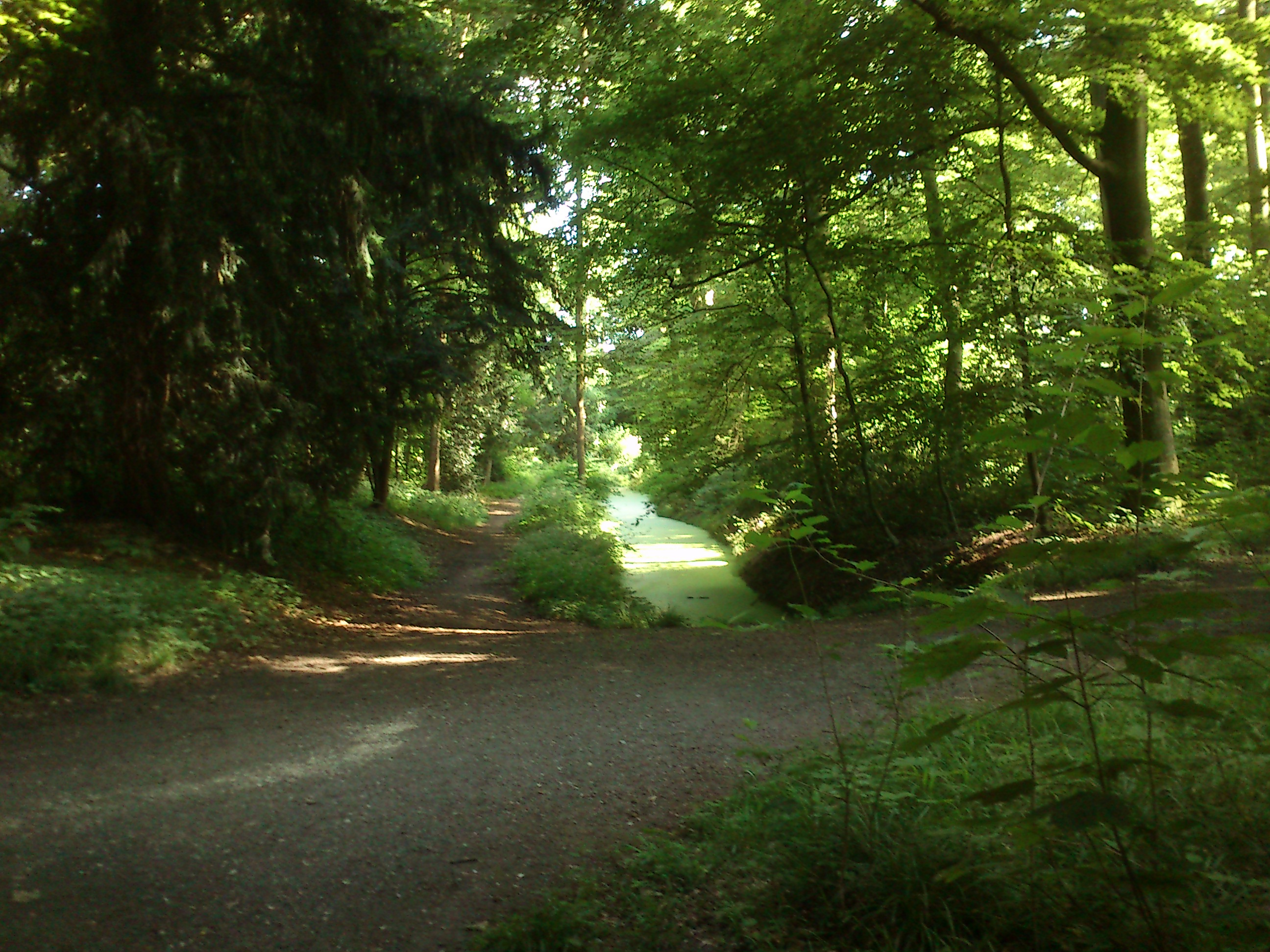
Ручей Шлангенбах

- кустарниковые насаждения (0,43 га)
- живые изгороди из кустарников (0,43 га)
- рощи и ряды деревьев (0,43 га)
- аллеи(0,43 га)
- ручьи(0,43 га)
- фруктовые насаждения (0,43 га)

## Растительный и животный мир биотопа

### Растения
- Бор развесистый (лат. Milium effusum) — многолетнее злаковое травянистое растение.
- Будра плющевидная, также «Собачья мята» (лат. Glechóma hederácea) — многолетнее травянистое растение.
- Бук европейский, также бук лесной (лат. Fágus sylvática).
- Бухарник шерстистый (лат. Hólcus lanátus) — многолетний злак.
- Граб обыкновенный (лат. Cárpinus bétulus).
- Гравилат городской, также «Гвоздичный корень» (лат. Géum urbánum). В России это многолетнее растение называют подлесником.
- Груша обыкновенная, также дикая груша (лат. Pýrus commúnis).
- Дуб скальный (лат. Quércus pétraea).
- Дуб черешчатый (лат. Quércus róbur).
- Ежа сборная (лат. Dáctylis glomeráta) — многолетнее злаковое травянистое растение.
- Кислица обыкновенная, также «заячья капуста» или «кукушкин клевер» (лат. Óxalis acetosélla).
- Клевер ползучий, также белый (лат. Trifolium repens).
- Клён белый (лат. Acer pseudoplatanus).
- Конский каштан обыкновенный (лат. Aésculus hippocástanum).
- Липа крупнолистная (лат. Tília platyphýllos).
- Мятлик обыкновенный (лат. Póa triviális) — многолетний луговой злак.
- Орляк обыкновенный (лат. Pterídium aquilínum) — многолетний травянистый папоротник.
- Осока лесная (лат. Carex sylvatica).
- Падуб остролистный (лат. Ilex aquifolium).
- Плющ обыкновенный, также плющ вьющийся (лат. Hedéra hélix).
- Робиния ложноакациевая (лат. Robínia pseudoacácia) — засухоустойчивое дерево, похожее на акацию («белая акация»).
- Слива домашняя (лат. Prúnus doméstica).
- Тис ягодный (лат. Táxus baccáta).
- Тополь канадский (лат. Populus × canadensis).
- Черешня, также вишня птичья (лат. Prúnus ávium).
- Яблоня домашняя (лат. Malus domestica).
- Ясень обыкновенный, также ясень высокий (лат. Fráxinus excélsior).

Типичный растительный мир биотопа Шлосспарк Бенрат
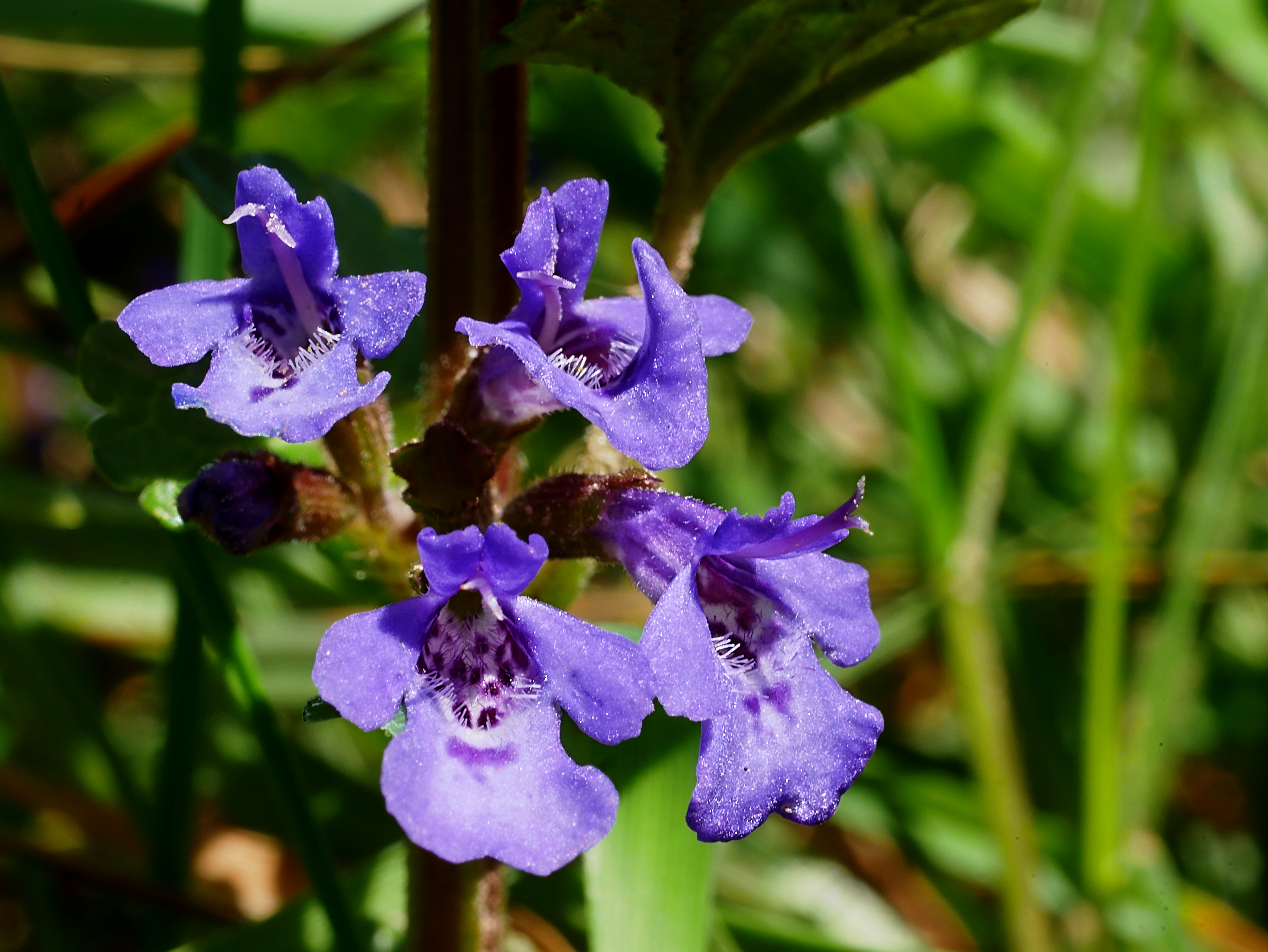
Будра плющевидная
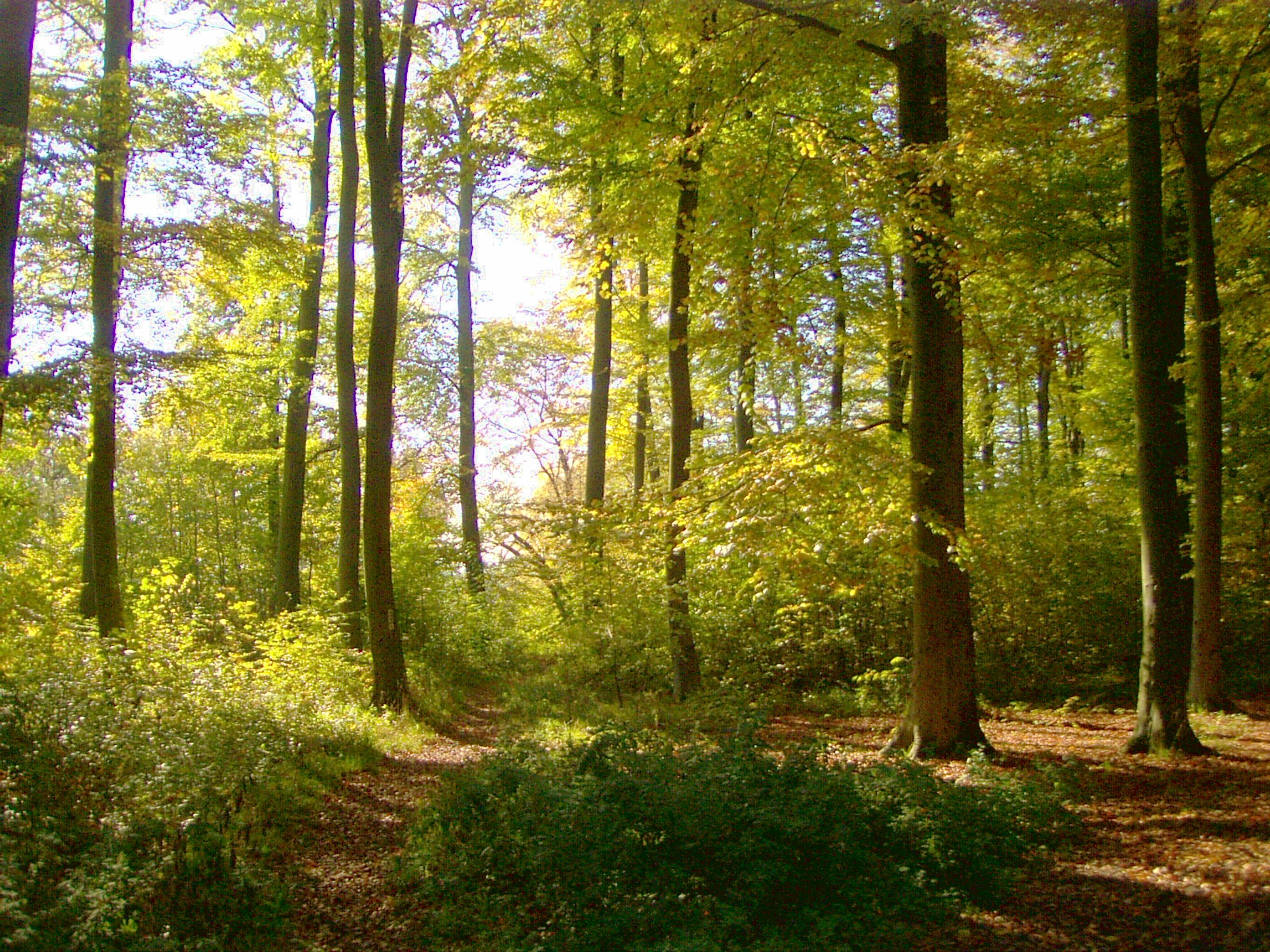
Бук европейский
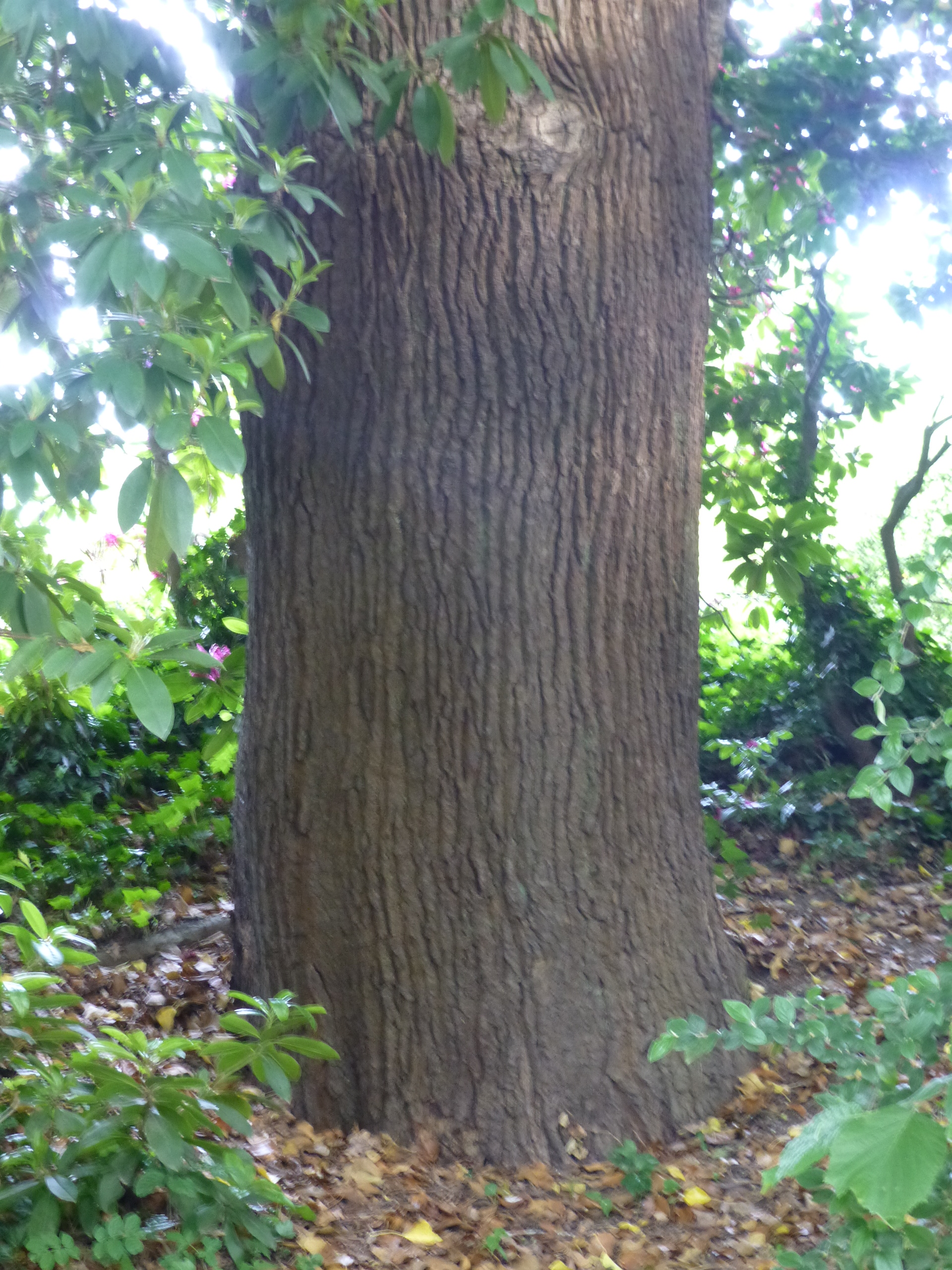
Дуб чересчатый
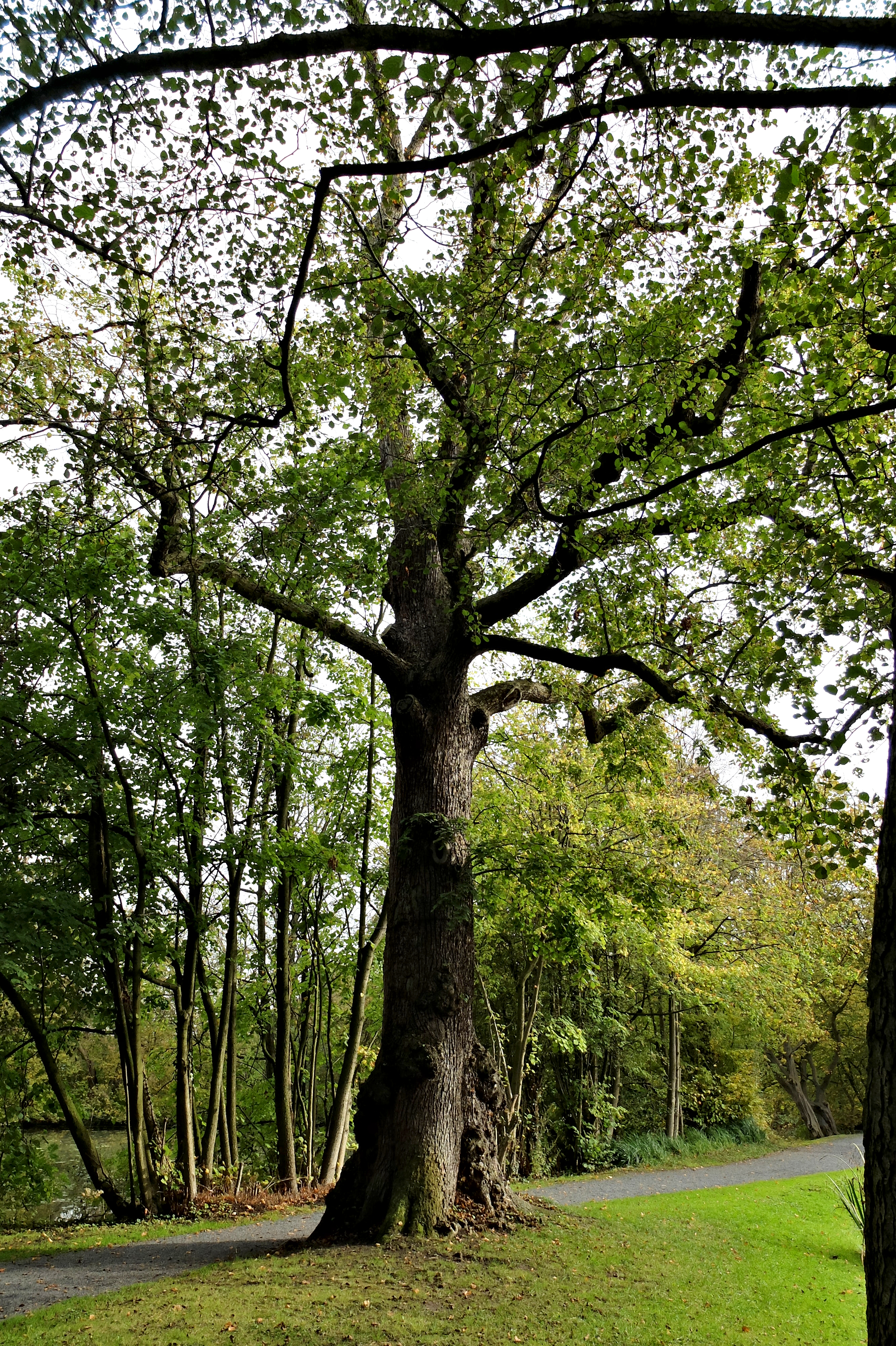
Липа крупнолистная
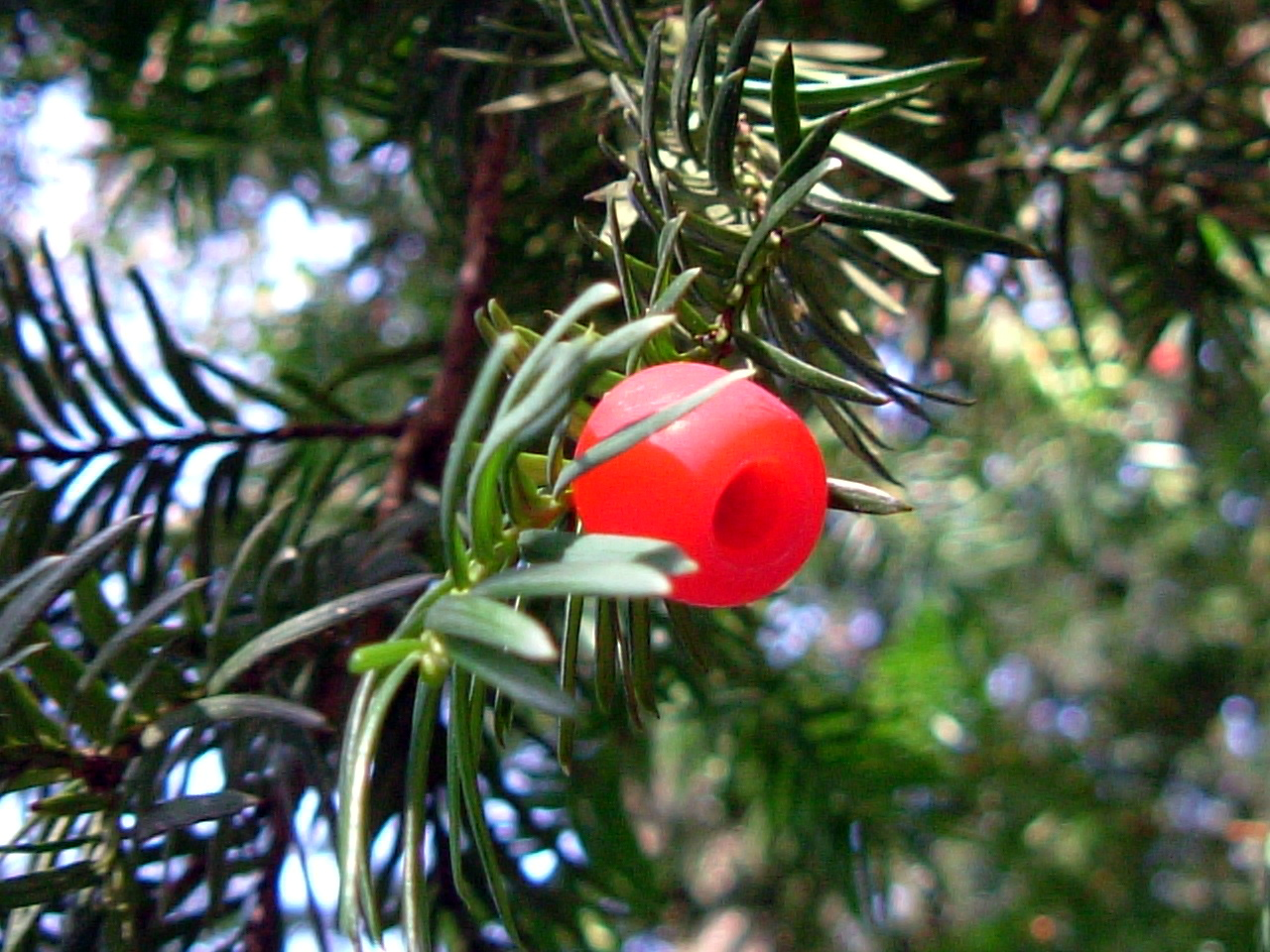
Тис ягодный
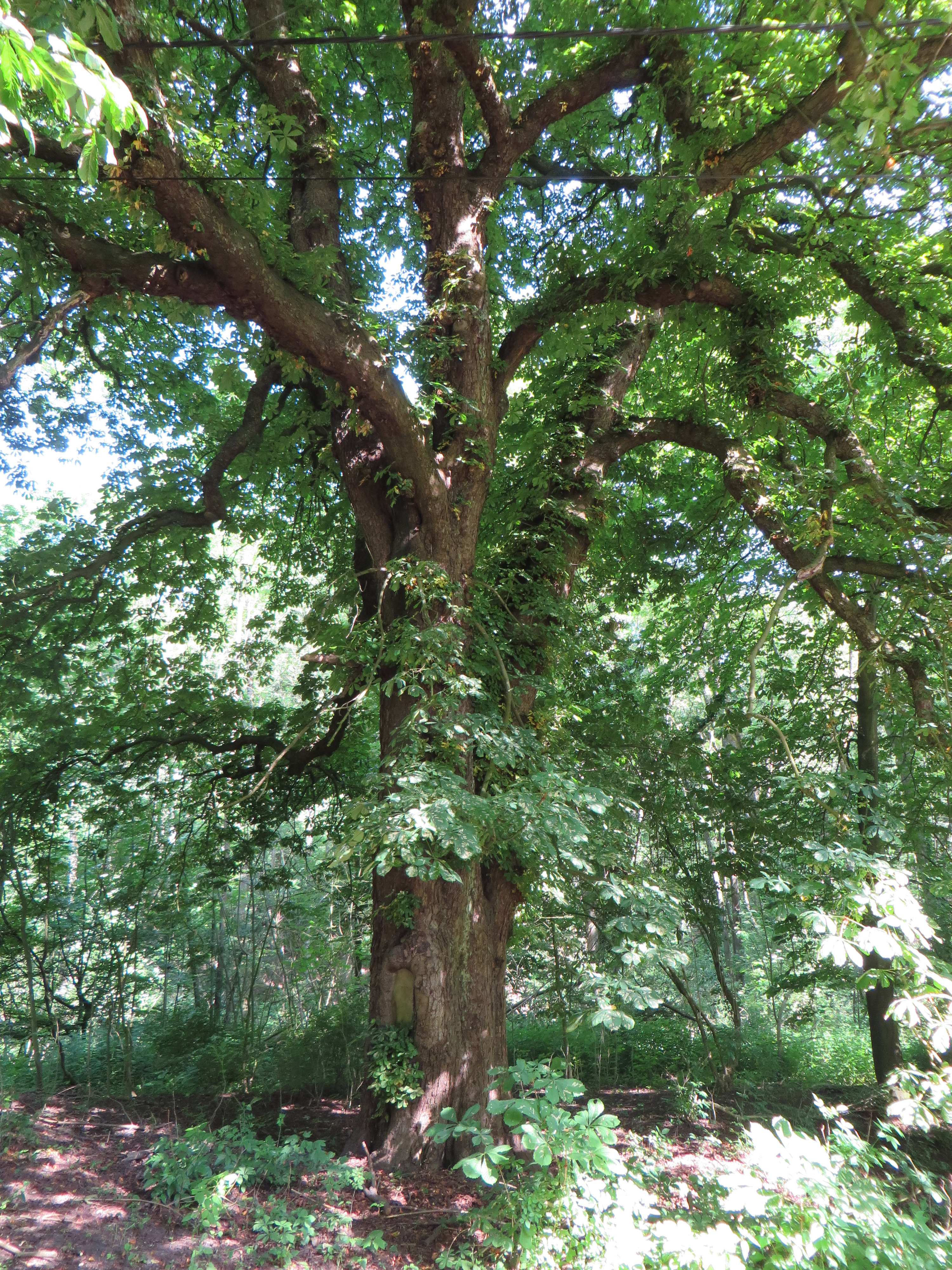
Конский каштан обыкновенный
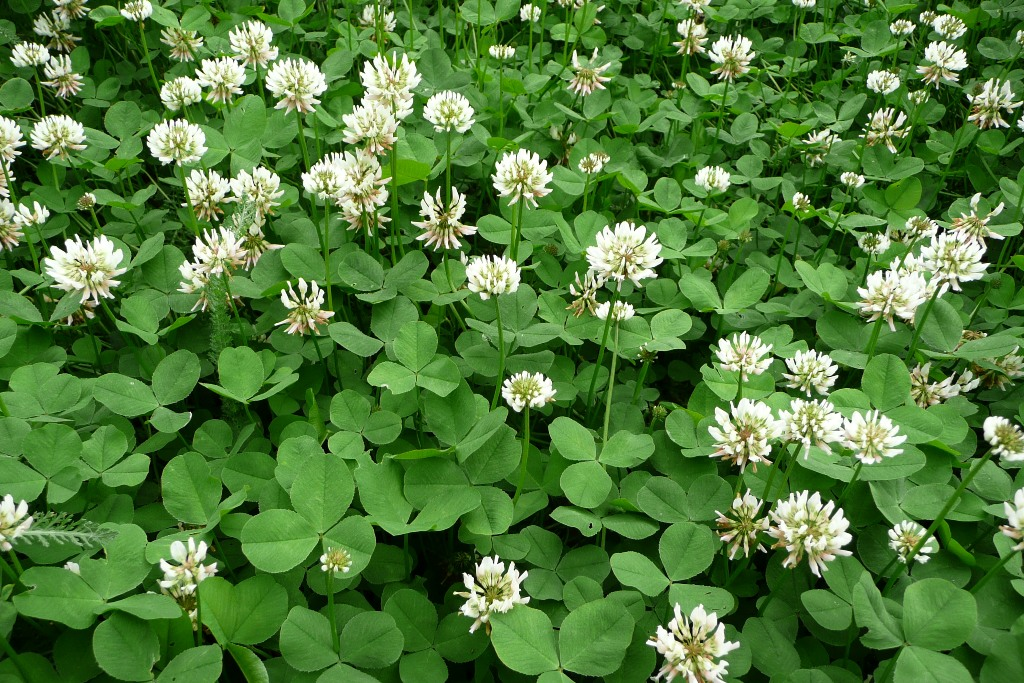
Клевер ползучий

### Животный мир
В парке обитает более 80 видов птиц и более 300 видов жуков.
- Болотная камышовка, также кустарниковая камышовка (лат. Acrocephalus palustris).
- Большой пёстрый дятел (лат. Dendrocopos major).
- Жук-олень (лат. Lucanus cervus).
- Кряква (лат. Anas platyrhynchos).
- Обыкновенный поползень, также ямщик (лат. Sitta europaea).
- Отшельник обыкновенный ( (лат.)) — жук.
- Ястреб (лат. Accipitriformes).

Животный мир заповедного парка
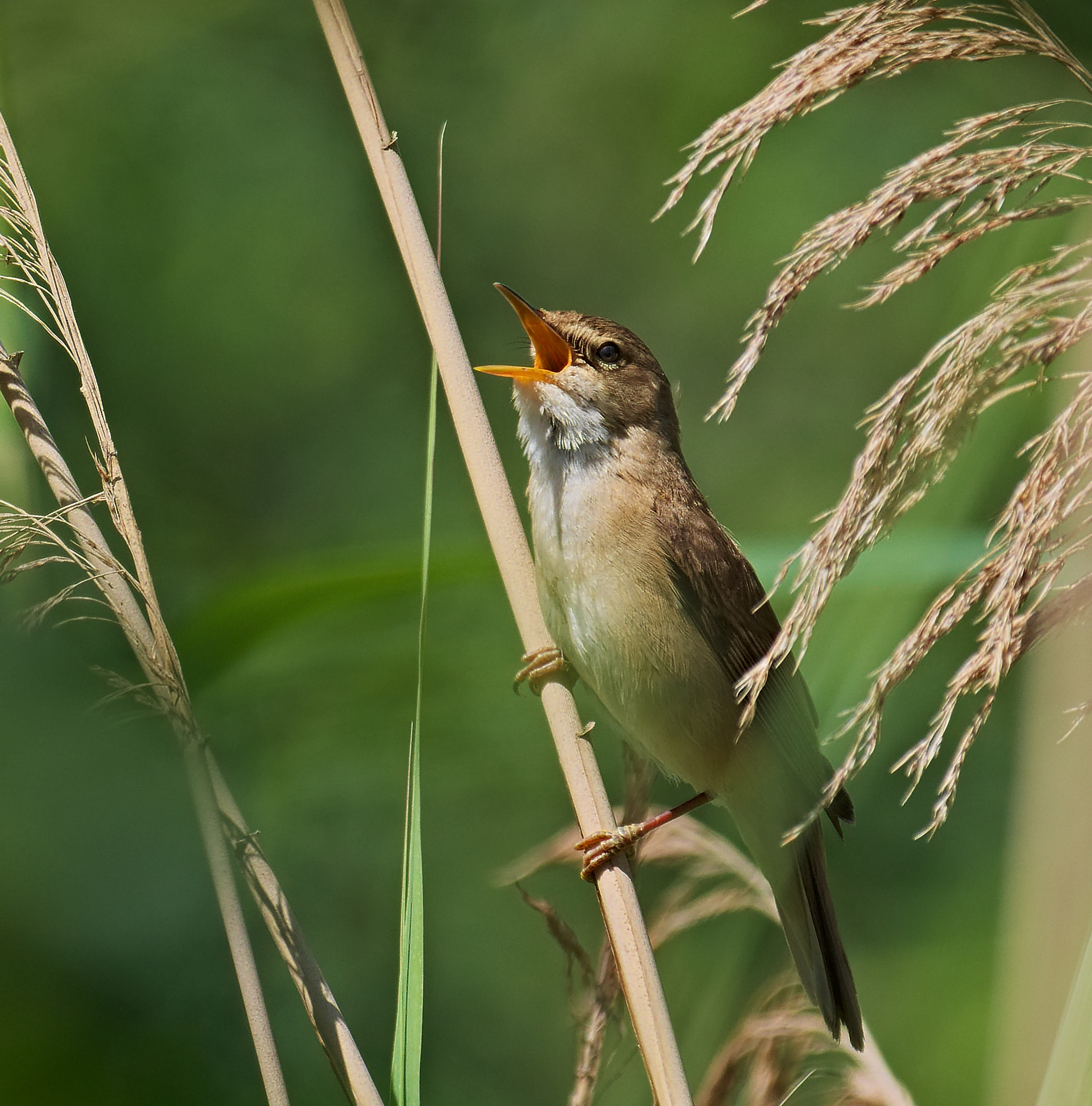
Болотная камышовка
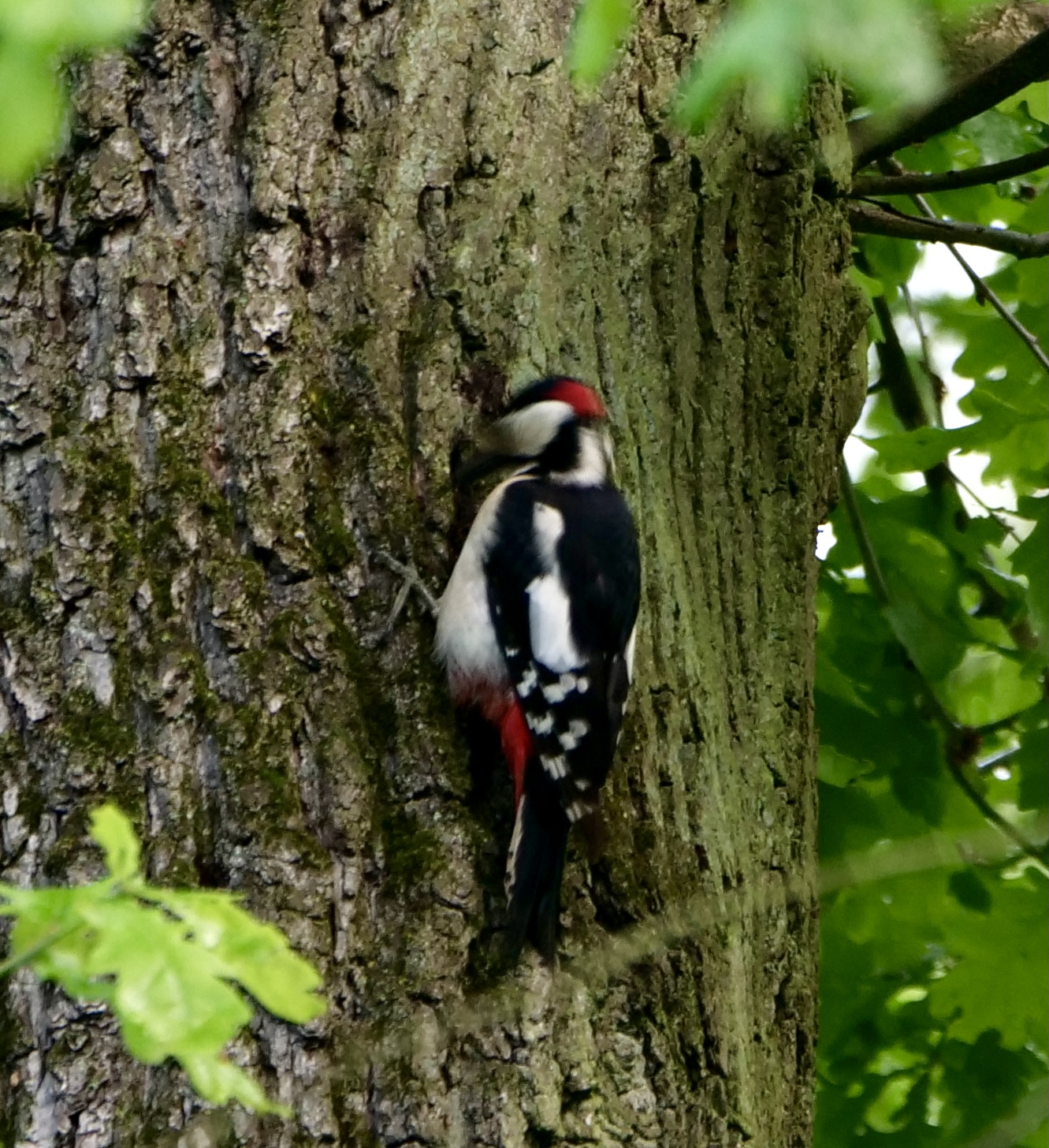
Большой пёстрый дятел
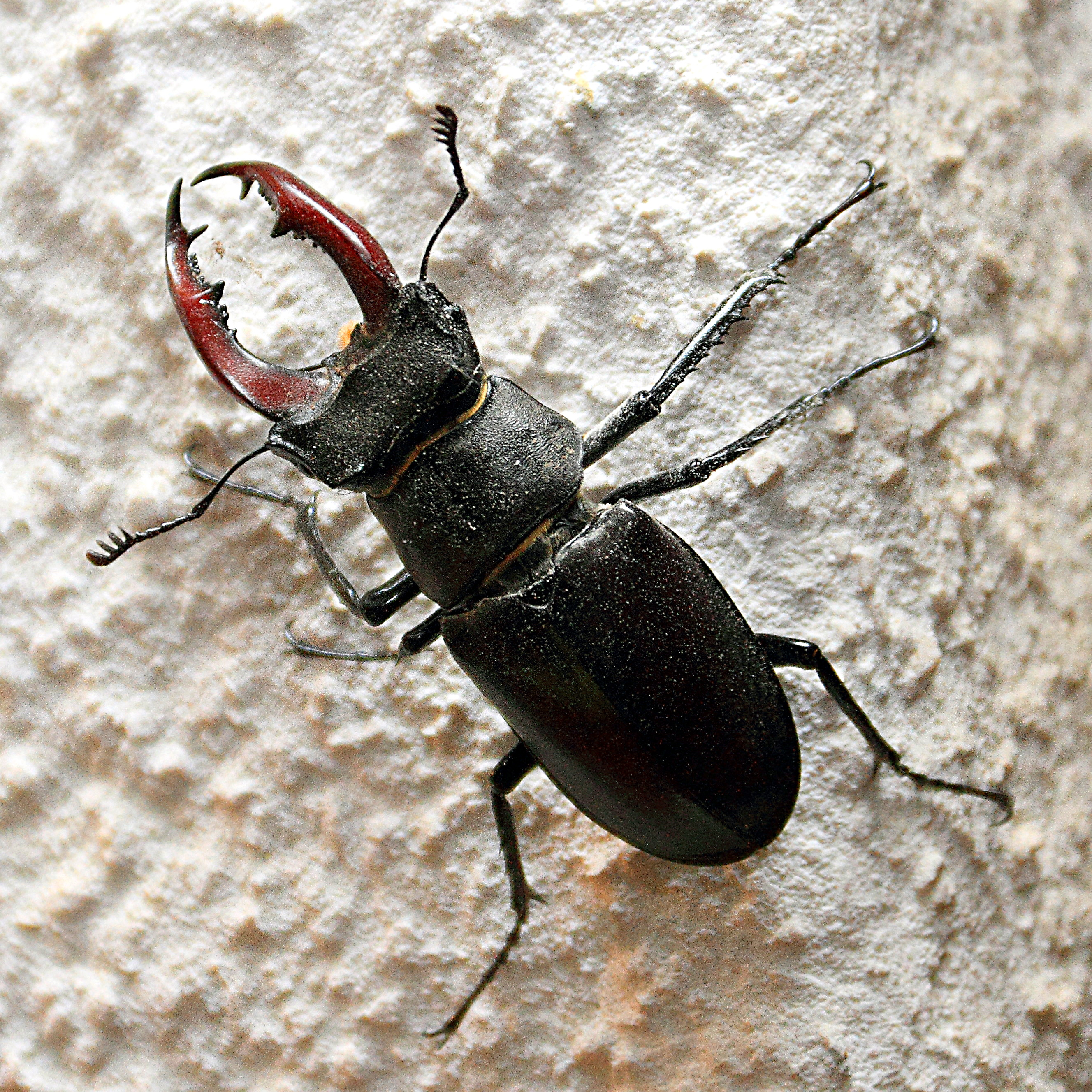
Жук-олень
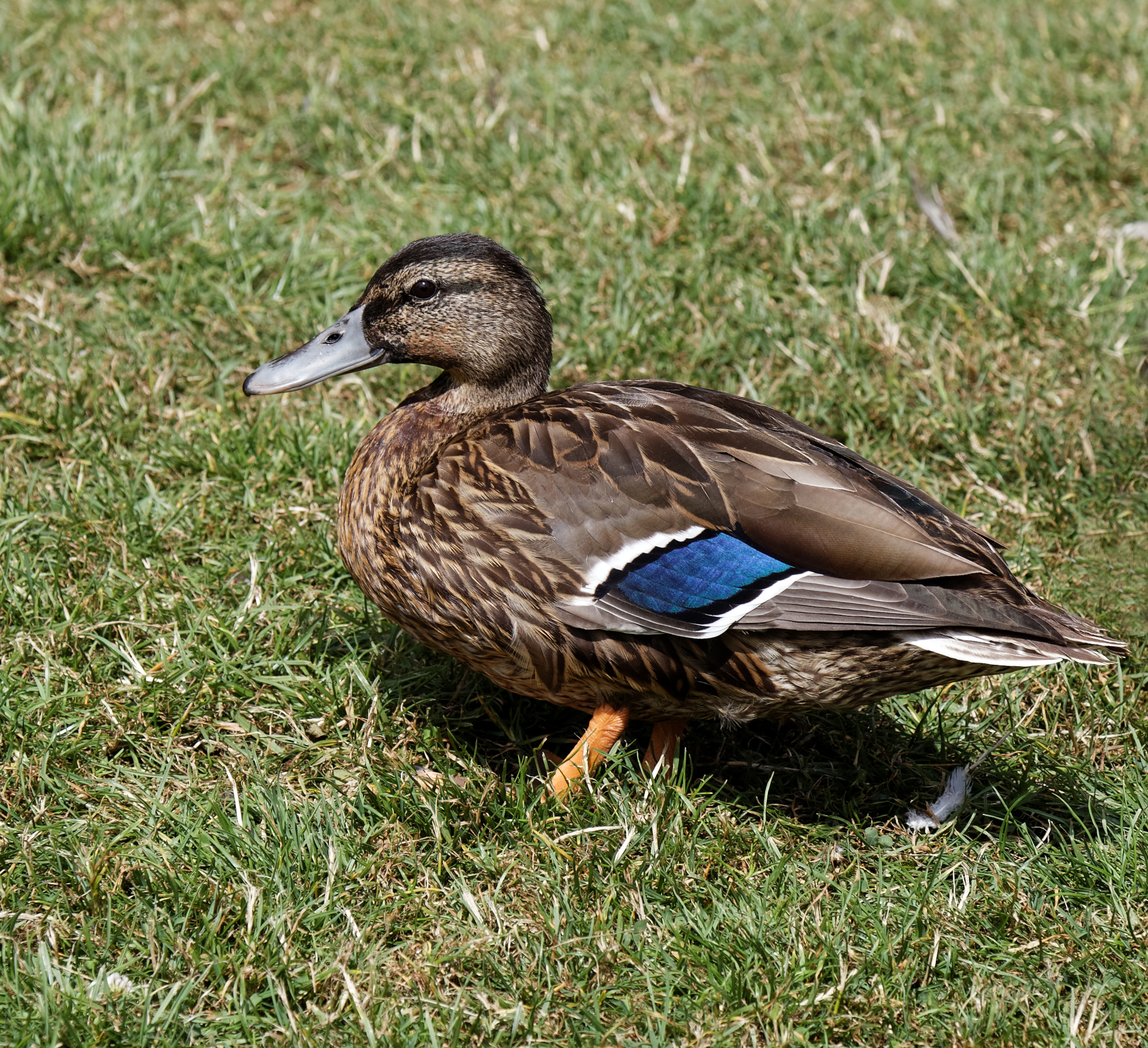
Кряква
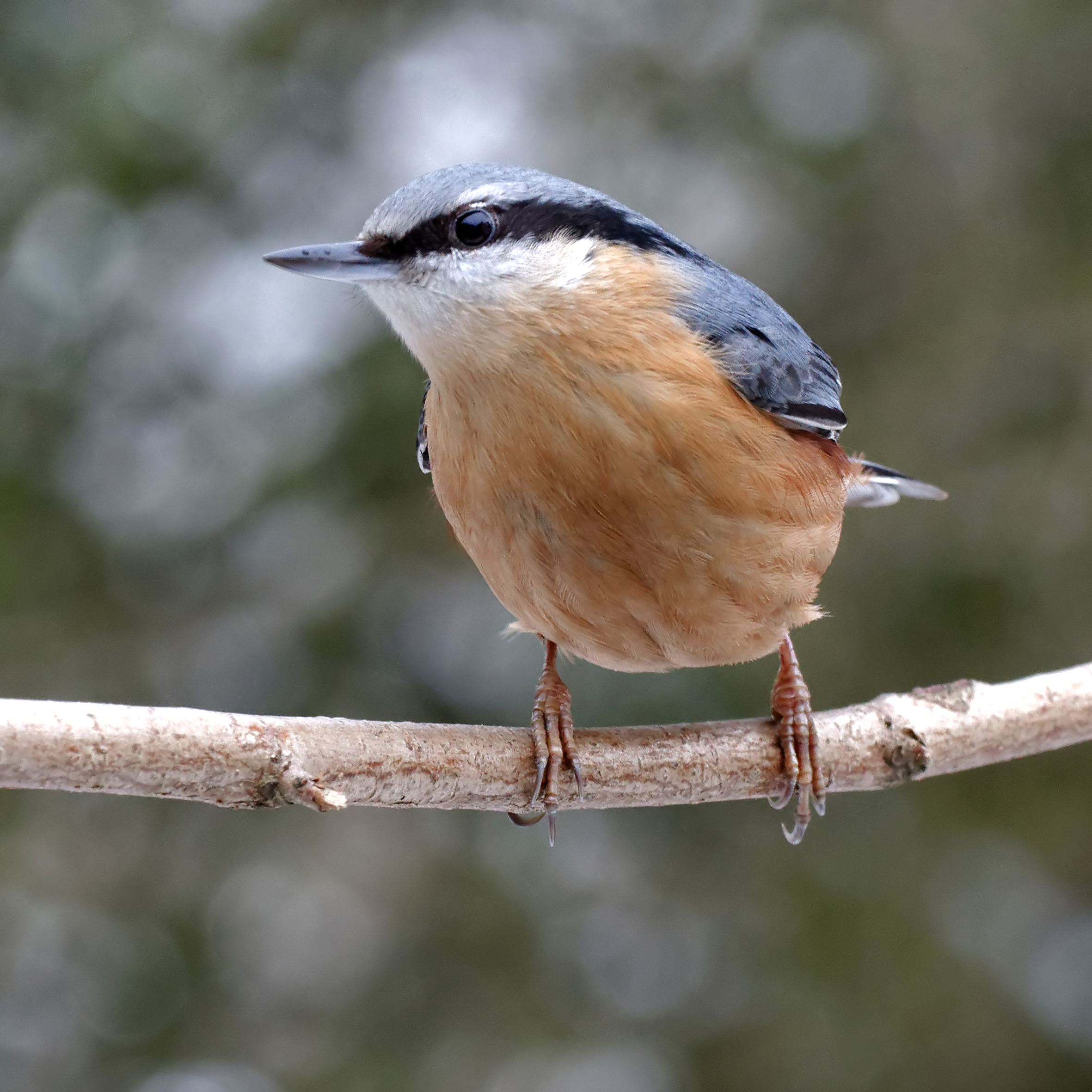
Обыкновенный поползень
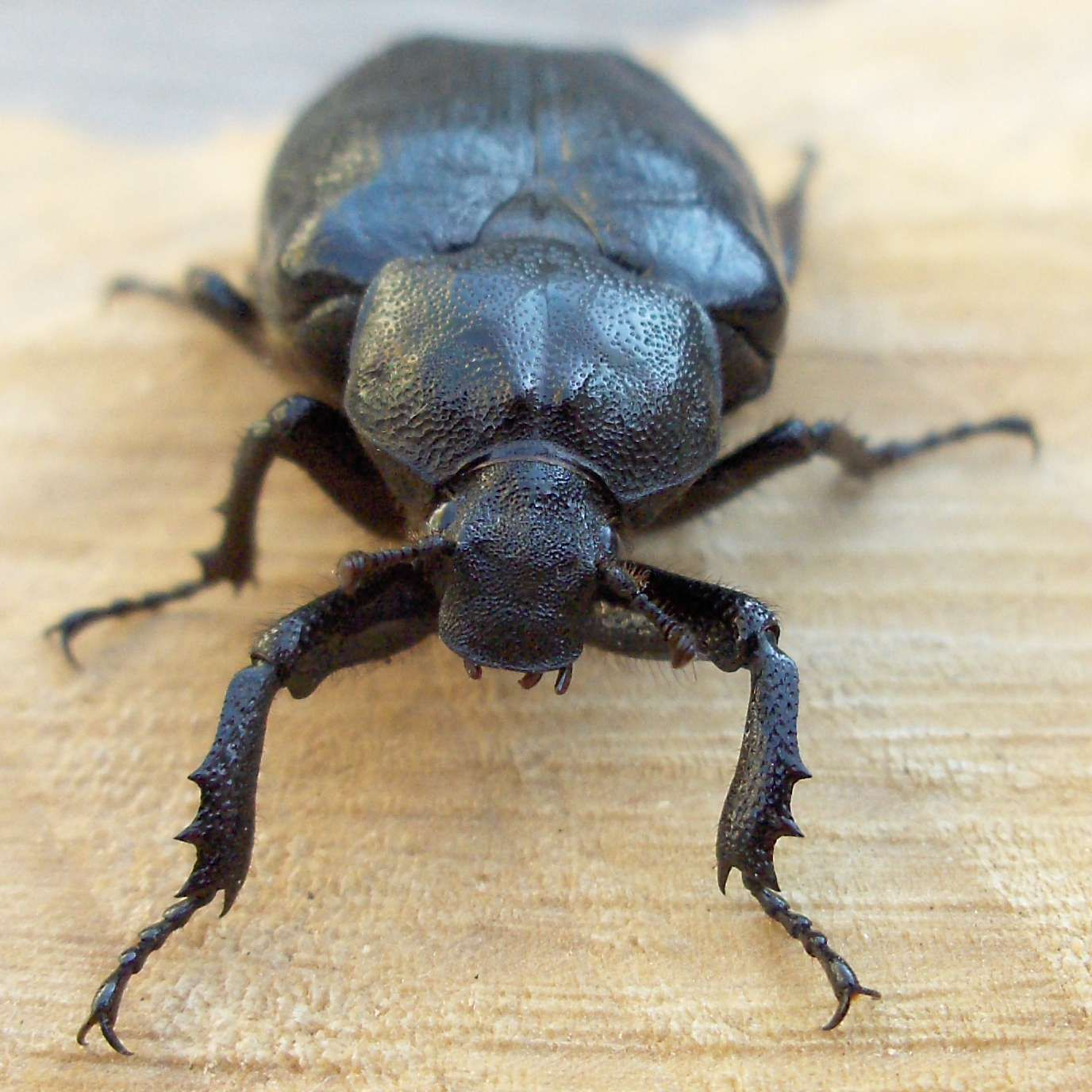
Отшельник обыкновенный
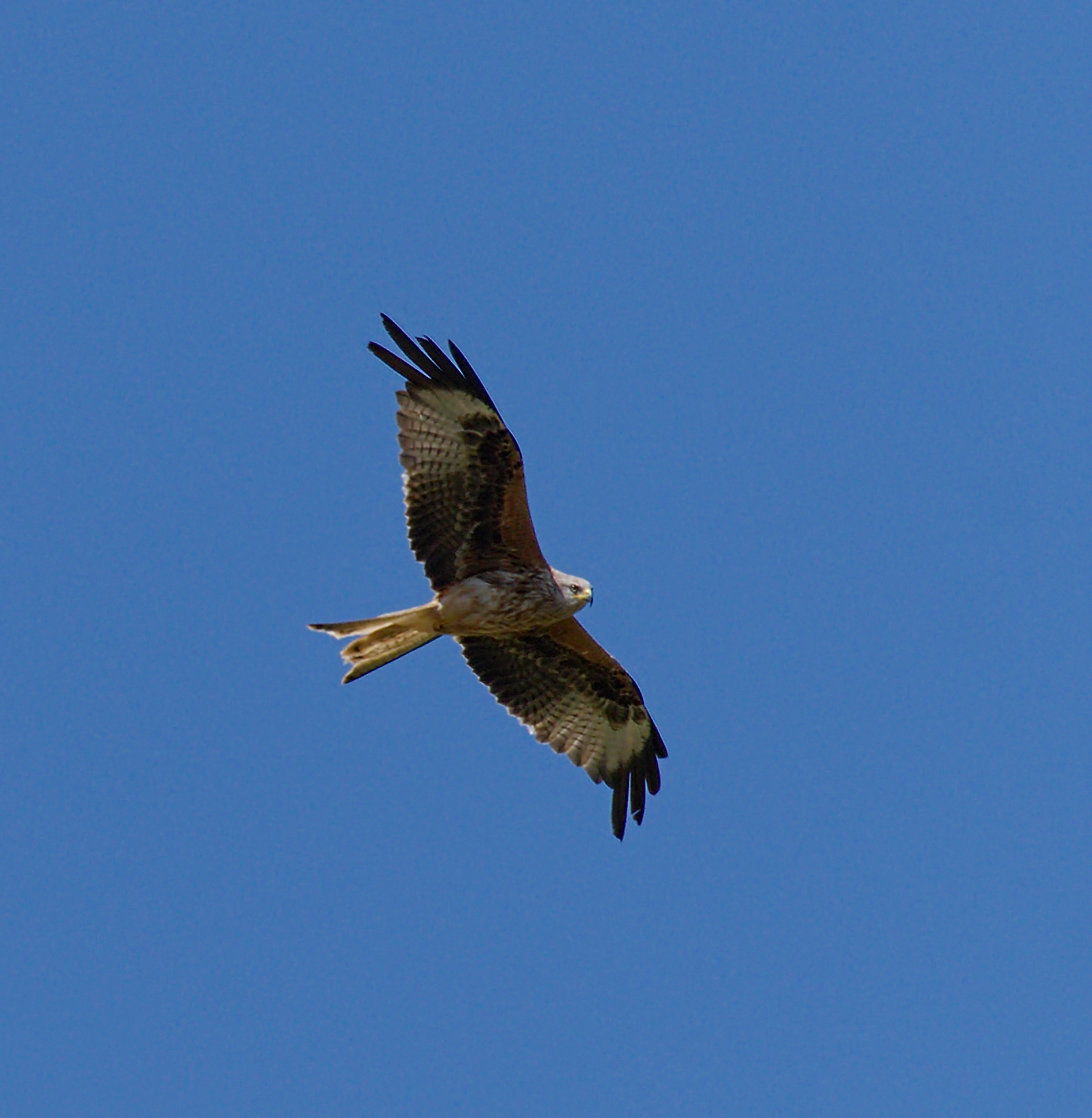
Ястреб